# Павелево
Павелëво — деревня в Далматовском районе Курганской области. Входит в состав Белоярского сельсовета.

## История
До 1917 года входила в состав Белоярской волости Шадринского уезда Пермской губернии. По данным на 1926 год состояла из 243 хозяйств. В административном отношении входила в состав Белоярского сельсовета Белоярского района Шадринского округа Уральской области.

## Население
| 1989 | 2002 | 2010 |
| ---- | ---- | ---- |
| 413  | ↗458 | ↘360 |

По данным переписи 1926 года в деревне проживал 1182 человека (547 мужчин и 635 женщин), в том числе: русские составляли 100 % населения.